# L'humain au centre
L'humain au centre (en allemand : Mensch Im Mittelpunkt, abrégé en MIM) est un parti politique du Liechtenstein.

## Histoire
Le parti naît en janvier 2022 en contestation des politiques de santé publique mises en place pendant la période du COVID-19.
Du 1er au 29 juillet 2022, 3 570 signatures sont recueillies et reconnues valides, le parti s'illustre notamment en récoltant suffisamment de signatures afin de forcer l'organisation d'un référendum en 2022 contre un texte législatif voté par la Diète, en l'occurence la Loi santé introduisant la règle dite des «2G» et remporte son pari puisque les électeurs rejettent le texte du Gouvernement à plus de 52%.

## Orientation
Si le parti s'est constitué principalement contre les dispositions prises pendant la crise du COVID-19, le politologue Christian Frommelt du Liechtenstein Institute estime que sur les questions d'infrastructures et d'environnement, le parti se positionne sur des thèmes traditionnellement de gauche alors que sur la politique de l'asile, le parti se positionne à l'identique que les partis populistes de droite. Dès lors, il estime  lors d'un entretien accordé au journal Liechtensteiner Volksblatt que le parti est «inclassable».
En 2024, MIM et les Démocrates pour le Liechtenstein portent les mêmes mots d'ordre (2x non) sur les sujets concernant l'obligation photovoltaïque et le durcissement de la loi sur la construction mis au vote en janvier. Le parti soutient également, en janvier, la proposition de l'opt in des DPL dans le cadre du référendum sur le dossier électronique de santé. À nouveau, lors du référendum de février, le MIM soutient le texte DPL demandant l'élection du Gouvernement par le Peuple. Lors du référendum de septembre 2024, tout comme le DPL, le parti rejette l'adhésion du pays au FMI.

## Résultats électoraux
Bien que créé qu'après les élections législatives liechtensteinoises de 2021, le parti ne présente aucun candidat lors des élections municipales de 2024 alors qu'il envisageait de le faire.